# Esteban Ramírez Segnini
Esteban Ramírez Segnini (San José, 2 de febrero de 1987) es un futbolista costarricense que juega como mediocampista y juega con la Asociación Deportiva Carmelita

## Trayectoria
Inició su carrera en las ligas menores del Deportivo Saprissa, equipo con el que debutaría en la Primera División de Costa Rica en el 2007. En su paso por el conjunto morado se proclamó campeón del Invierno 2007, Verano 2008 e Invierno 2008. Por decisión propia, fue cedido a préstamo al equipo de la Asociación Deportiva Filial Club UCR en el 2009, donde logró anotar 4 goles en 30 apariciones. Desde el 2010 hasta la actualidad, milita con el Club Sport Herediano, equipo con el cual firmó un contrato vitalicio. Con los florenses ha obtenido el campeonato del Verano 2012, Verano 2013, Verano 2015, Verano 2016 y Verano 2017 y con la A.D. San Carlos alcanzó el cetro de campeón nacional en el Clausura 2019, así como los subcampeonatos de Invierno 2010, Invierno 2011, Invierno 2012, Invierno 2013 e Invierno 2014. En el 2009 finalizó la carrera universitaria de arquitectura.

## Clubes
| Club                                 | País       | Año         |
| ------------------------------------ | ---------- | ----------- |
| Deportivo Saprissa                   | Costa Rica | 2007 - 2009 |
| Asociación Deportiva Filial Club UCR | Costa Rica | 2010        |
| Club Sport Herediano                 | Costa Rica | 2010 - 2018 |
| Asociación Deportiva San Carlos      | Costa Rica | 2018 - 2020 |
| Sporting Football Club               | Costa Rica | 2021 - 2022 |
| Municipal Grecia                     | Costa Rica | 2022 - 2024 |
| PFA Antioquia                        | Costa Rica | 2024        |
| Asociación Deportiva Carmelita       | Costa Rica | 2025 - act. |

## Palmarés
| Título           | Club                 | Año           |
| ---------------- | -------------------- | ------------- |
| Primera División | Deportivo Saprissa   | Invierno 2007 |
| Primera División | Deportivo Saprissa   | Verano 2008   |
| Primera División | Deportivo Saprissa   | Invierno 2008 |
| Primera División | Club Sport Herediano | Verano 2012   |
| Primera División | Club Sport Herediano | Verano 2013   |
| Primera División | Club Sport Herediano | Verano 2015   |
| Primera División | Club Sport Herediano | Verano 2016   |
| Primera División | Club Sport Herediano | Verano 2017   |
| Primera División | A.D. San Carlos      | Clausura 2019 |